# Gil Bispo
Gil Bispo es una localidad caboverdiana del municipio de Santa Catarina.

## Geografía
La localidad está situada en la isla de Santiago.

## Organización territorial
La localidad abarca los lugares y barrios de:
- Achada Riba
- Covão Martins
- Cutelo Semedo
- Joaquim Vieira
- Lém Teixeira
- Lém Varela
- Ponta Lopes
- Ponta Travessa
- Rabolo
- Serra Pau
- Vila Nova